# Chrysonotomyia rexia
Chrysonotomyia rexia är en stekelart som beskrevs av T.C. Narendran 2001. Chrysonotomyia rexia ingår i släktet Chrysonotomyia och familjen finglanssteklar. Inga underarter finns listade i Catalogue of Life.